# Béhéricourt
Béhéricourt település Franciaországban, Oise megyében. Lakosainak száma 194 fő (2022. január 1.). Béhéricourt Babœuf, Crisolles, Grandrû és Salency községekkel határos.

## Népesség
A település népességének változása:
| Lakosok száma | 211  | 211  | 217  | 209  | 207  | 206  | 202  | 198  | 194  |
|               | 2013 | 2015 | 2016 | 2017 | 2018 | 2019 | 2020 | 2021 | 2022 |